# Local Mail Transfer Protocol
Local Mail Transfer Protocol (LMTP, protocole local de transfert de courrier) est une variante de ESMTP (en), l'extension de Simple Mail Transfer Protocol (SMTP). LMTP est défini dans la RFC 2033.
LMTP a été conçu comme une alternative aux échanges SMTP normaux dans les situations où la partie réceptrice ne possède pas de file d'attente des messages reçus (les files d'attente sont une exigence inhérente à SMTP). C'est le cas par exemple d'un agent de transfert du courrier agissant en tant qu'agent de distribution du courrier. En effet, LMTP va rejeter un message s'il ne peut pas être immédiatement distribué à son destinataire, ce qui supprime le besoin d'une file d'attente des messages.
LMTP est un protocole applicatif du modèle OSI. Comme SMTP, il utilise un transport TCP, mais ne doit pas utiliser le numéro de port 25, le port bien connu de SMTP.

## Commandes LMTP
La syntaxe des échanges LMTP s'appuie sur les mêmes commandes que Extended SMTP, à ceci près :
- la commande EHLO de ESMTP est remplacée par LHLO.
- ESMTP ne demande qu'un code retour pour le corps du message tout entier, alors que LMTP demande une réponse pour chaque commande RCPT réussie auparavant. Ainsi, dans le cas de destinataires multiples, après que le corps du message a été transmis, LMTP peut toujours échouer pour un destinataire, alors qu'il réussit pour les autres. Cela permet à LMTP d'échouer quand un utilisateur dépasse son quota, sans qu'il ne soit nécessaire de générer des messages d'erreur de distribution.